# Notre-Dame-du-Parc
Notre-Dame-du-Parc és un municipi francès situat al departament del Sena Marítim i a la regió de Normandia. L'any 2007 tenia 157 habitants.

## Demografia

### Població
El 2007 la població de fet de Notre-Dame-du-Parc era de 157 persones. Hi havia 58 famílies de les quals 4 eren unipersonals (4 dones vivint soles i 4 dones vivint soles), 27 parelles sense fills i 27 parelles amb fills.
La població ha evolucionat segons el següent gràfic:
Habitants censats

### Habitatges
El 2007 hi havia 68 habitatges, 60 eren l'habitatge principal de la família i 9 eren segones residències. Tots els 68 habitatges eren cases. Dels 60 habitatges principals, 54 estaven ocupats pels seus propietaris i 6 estaven llogats i ocupats pels llogaters; 1 tenia dues cambres, 8 en tenien tres, 19 en tenien quatre i 32 en tenien cinc o més. 45 habitatges disposaven pel capbaix d'una plaça de pàrquing. A 25 habitatges hi havia un automòbil i a 30 n'hi havia dos o més.

### Piràmide de població
La piràmide de població per edats i sexe el 2009 era:
| Homes | Edats   | Dones |
| ----- | ------- | ----- |
| 0     | 95 o +  | 0     |
| 0     | 90 a 94 | 0     |
| 0     | 85 a 89 | 0     |
| 4     | 80 a 84 | 0     |
| 0     | 75 a 79 | 4     |
| 4     | 70 a 74 | 4     |
| 0     | 65 a 69 | 4     |
| 0     | 60 a 64 | 0     |
| 8     | 55 a 59 | 0     |
| 8     | 50 a 54 | 8     |
| 16    | 45 a 49 | 8     |
| 4     | 40 a 44 | 4     |
| 8     | 35 a 39 | 4     |
| 0     | 30 a 34 | 8     |
| 0     | 25 a 29 | 0     |
| 4     | 20 a 24 | 8     |
| 16    | 15 a 19 | 4     |
| 0     | 10 a 14 | 0     |
| 0     | 5 a 9   | 8     |
| 0     | 0 a 4   | 4     |

## Economia
El 2007 la població en edat de treballar era de 101 persones, 68 eren actives i 33 eren inactives. De les 68 persones actives 60 estaven ocupades (37 homes i 23 dones) i 8 estaven aturades (2 homes i 6 dones). De les 33 persones inactives 14 estaven jubilades, 7 estaven estudiant i 12 estaven classificades com a «altres inactius».

### Ingressos
El 2009 a Notre-Dame-du-Parc hi havia 59 unitats fiscals que integraven 154 persones, la mediana anual d'ingressos fiscals per persona era de 16.577 €.

### Activitats econòmiques
L'any 2000 a Notre-Dame-du-Parc hi havia 7 explotacions agrícoles que ocupaven un total de 282 hectàrees.

## Poblacions més properes
El següent diagrama mostra les poblacions més properes.